# Vinícius Elias Teixeira
Vinícius Elias Teixeira, noto semplicemente come Vinícius (Cuiabá, 31 dicembre 1977), è un ex giocatore di calcio a 5 brasiliano, campione del mondo con la nazionale brasiliana nel 2008 e nel 2012.

## Carriera
Fratello di Lenísio, Vinícius ha conquistato per tre volte il campionato brasiliano con tre squadre diverse: l'Atletico Mineiro (1997), Carlos Barbosa (2001) e Ulbra (2002). Nella stagione 1999-2000, ha giocato in Spagna con l'Interviú per poi tornare in Brasile ancora nelle file del Carlos Barbosa.
Nel 2002 il giocatore ritornò in Spagna nelle file dell'Azkar Lugo, e due anni dopo si trasferì al ElPozo Murcia. Con il club di Murcia ha vinto quattro campionati spagnoli, due Coppe di Spagna e altrettante Supercoppe.
Nel 2008 ha raggiunto la finale della Coppa UEFA persa dalla squadra murciana ai tiri di rigore contro i russi del VIZ-Sinara.
Nell'estate del 2011 si trasferisce in Russia alla Dinamo Mosca con cui vince il campionato russo. Nel 2012 torna a giocare nel suo paese, questa volta con l'Intelli.

## Palmarès

### Club

#### Competizioni nazionali
- Campionato spagnolo: 4
ElPozo Murcia: 2005-2006, 2006-2007, 2008-2009, 2009-2010
- Coppa di Spagna: 2
ElPozo Murcia: 2007-2008, 2009-2010
- Campionato brasiliano: 4
Atlético Mineiro: 1997
Carlos Barbosa: 2001
Ulbra: 2002
Intelli: 2012
- Coppa del Brasile: 1
Carlos Barbosa: 2001
- Supercoppa di Spagna: 2
ElPozo Murcia: 2006, 2010
- Campionato russo: 1
Dinamo Mosca: 2011-2012

### Nazionale
- Campionato mondiale: 2
Brasile 2008, Thailandia 2012
- Grand Prix de Futsal: 2
2005, 2009

### Individuale
- Miglior giocatore della División de Honor: 2
2008-2009, 2009-2010
- Miglior ala/pivot della División de Honor: 2
2008-2009, 2009-2010